# Вожаёль (посёлок)
Вожаёль — посёлок в Княжпогостском районе Республики Коми (Россия). Входит в сельское поселение «Тракт». Посёлок находится на левом берегу реки Весляна в 16 км от железнодорожной станции Весляна на линии Котлас — Воркута.
В 1942 году Вожаёль получил статус посёлка городского типа. С 1991 года — сельский населённый пункт. До 27 февраля 2012 года Вожаёль был центром сельского поселения Вожаёль.
Название получил по одноименному притоку реки Весляна. На языке коми вожа означает «с ответвлением, с развилкой», ель — «лесная речка». Вожаёль — «раздвоенная речка».

## Население
| 1959 | 1970 | 1979 | 1989 | 2010 |
| ---- | ---- | ---- | ---- | ---- |
| 4377 | 1471 | 1707 | 1420 | 135  |